# 29e division (armée impériale japonaise)
Pour les articles homonymes, voir 29e division.
La 29e division (第29師団, Dai-nijū-kyū shidan) est une unité d'infanterie de l'armée impériale japonaise. Son nom de code est Division Tonnerre (雷兵団, Ikazuchi-heidan) mais elle est également nommée  Ikazuchi 3200 et Ikazuchi 3229. Elle est créée le 1er avril 1941 comme division triangulaire standard (type B) à Nagoya.

## Histoire
La 29e division est chargée de la défense de la région de Liaoyang au Mandchoukouo comme unité de réserve stratégique sous le contrôle direct de l'armée japonaise du Guandong. Début mars 1944, la division est sortie de la réserve et assignée à la 31e armée. Le cœur de la division, les 18e et 38e régiments d'infanterie, est envoyé sur l'île de Guam avec la 48e brigade mixte indépendante. De petits détachements sont envoyés sur les îles de Tinian et Rota.
La bataille de Guam débute le 21 juillet 1944. Le soir du 25 juillet 1944, le général Takeshi Takashina lance plusieurs charges banzaï qui sont toutes repoussées avec de lourdes pertes pour les Japonais. Takashi Takashina lui-même est mortellement blessé le 28 juillet 1944 alors que la division cesse d'exister comme unité organisée. Toute résistance aux forces américaines cessent le 10 août 1944.
L'île de Tinian est protégée par une troupe de 8 039 Japonais, incluant le 50e régiment d'infanterie et la 29e compagnie blindée. La bataille de Tinian commence le 24 juillet 1944, et le 30 juillet, le reste des forces japonaises se réfugie dans des grottes au nord de l'île. Toute résistance cesse le 3 août 1944, et seuls 200 hommes de la garnison japonaise survivent aux combats.
L'île de Rota n'est jamais attaquée, bien que sporadiquement l'objet de raids aériens jusqu'à la capitulation du Japon le 15 août 1945.
La 29e division n'est officiellement dissoute qu'en septembre 1945.